# Epalpus alligans
Epalpus alligans är en tvåvingeart som först beskrevs av Walker 1849.  Epalpus alligans ingår i släktet Epalpus och familjen parasitflugor.
Artens utbredningsområde är Venezuela. Inga underarter finns listade i Catalogue of Life.